# La Dame d'en face
 (juillet 2025).
Pour plus de détails, voir Fiche technique et Distribution.
 La Dame d'en face est un film français de court métrage réalisé par Claude Autant-Lara, sorti en 1932.

## Fiche technique
- Titre : La Dame d'en face
- Réalisation : Claude Autant-Lara
- Scénario : Rip
- Tournage aux studios Pathé-Natan, 1 quai Gabriel-Péri, 94340 Joinville-le-Pont, Val-de-Marne.
- Production et distribution : Paramount
- Pays de production :  France
- Format : Noir et blanc - 1,33:1 - 35 mm - son mono
- Genre : comédie
- Durée : inconnue
- Date de sortie en France - 1932

## Distribution
- Yvette Guilbert
- Christiane Delyne
- Pierre Moreno